# Jack Wells
John Norman „Jack“ Wells (* 3. Oktober 1926 in Bloemfontein; † 2. April 2010 in Kapstadt) war ein südafrikanischer Turner.

## Leben
Jack Wells nahm an den Olympischen Spielen 1952 in Helsinki und 1956 in Melbourne in allen Turndisziplinen teil. Sein bestes Resultat erzielte er 1956 mit Rang 48 im Wettkampf am Pauschenpferd.